# Caenoplana dubia
Caenoplana dubia is een platworm (Platyhelminthes). De worm is tweeslachtig. De soort leeft in of nabij zoet water.
Het geslacht Caenoplana, waarin de platworm wordt geplaatst, wordt tot de familie Geoplanidae gerekend. De wetenschappelijke naam van de soort werd, als Geoplana dubia, voor het eerst geldig gepubliceerd in 1891 door Dendy.

## Synoniemen
- Geoplana dubia Dendy, 1891
  - Australopacifica dubia (Dendy, 1891)